# Каушитаки-упанишада
Каушитаки-упанишада (санскр. कौषीतकि उपनिषद्, IAST: Kauṣītāki Upaniṣad) — священный текст индуизма на санскрите, одна из ранних Упанишад канона саманья. Принадлежит к редакции Каушитаки «Риг-веды». В каноне муктика из 108 основных Упанишад, числится под номером 25.
«Каушитаки-упанишада» является частью «Каушитаки-араньяки» или «Шанкхаяна-араньяки», которая, в свою очередь, представляет собой один из разделов «Каушитаки-брахманы». «Каушитаки-араньяка» состоит из 15 глав. Главы с 3 по 6 формируют «Каушитаки-упанишаду».